# Dorymyrmex bureni
Dorymyrmex bureni é uma espécie de formiga do gênero Dorymyrmex.